# Operacja Chromit – Bitwa o Inczon
Operacja Chromit – Bitwa o Inczon (kor. 인천상륙작전) – południowokoreański film wojenny w reżyserii Johna H. Lee, którego premiera odbyła się 27 lipca 2016 roku.
W Polsce emitowany na kanale FilmBox Premium HD, a także dostępny jest w ramach usługi VOD Ipla.

## Fabuła
Oddział żołnierzy Organizacji Narodów Zjednoczonych bierze udział w bitwie o Inczon podczas wojny koreańskiej.

## Obsada
Źródło: Filmweb

- Lee Jung-jae – Jang Hak-soo
- Lee Beom-soo – Rim Gye-jin
- Liam Neeson – generał Douglas MacArthur
- Choo Seong-hoon – Baek San
- Jung Joon-ho – Seo Jin-cheol
- Jin Se-yeon – Han Chae-seon
- Kim Byeong-ok – Choi Seok-joong
- Kim Sun-a – Kim Hwa-yeong
- Park Chul-min – Nam Gi-seong
- Kim Young-ae – Na Jeong-nim
- Park Sung-woong – Park Nam-cheol
- Dean Dawson – generał Forrest P. Sherman
- Sean Richard Dulake – podpułkownik Edward L. Rowny
- Justin Rupple – Alexander Haig
- Choo Sung-hoon jako Baek-san
- Naya – piosenkarka

## Produkcja
Zdjęcia do filmu były realizowane od 4 grudnia 2015 roku do 10 marca 2016 roku w Seulu.

## Odbiór

### Dochód
Film zarobił 49 362 764 dolary amerykańskie.

### Nagrody
| Rok  | Nagroda          | Kategoria        | Nominacja    | Źródło |
| ---- | ---------------- | ---------------- | ------------ | ------ |
| 2016 | Grand Bell Award | Popularity Award | Lee Beom-soo | [ 7 ]  |
| 2016 | Grand Bell Award | New Rising Star  | Kim Hee-jin  | [ 7 ]  |